# هاردویک، شهرستان بالدوین، جورجیا
هاردویک (به انگلیسی: Hardwick) یک منطقهٔ مسکونی در ایالات متحده آمریکا است که در شهرستان بالدوین، جورجیا واقع شده‌است. هاردویک ۱۲٫۶ کیلومتر مربع مساحت و ۳٬۹۳۰ نفر جمعیت دارد و ۱۱۲ متر بالاتر از سطح دریا واقع شده‌است.